# Гороскоп

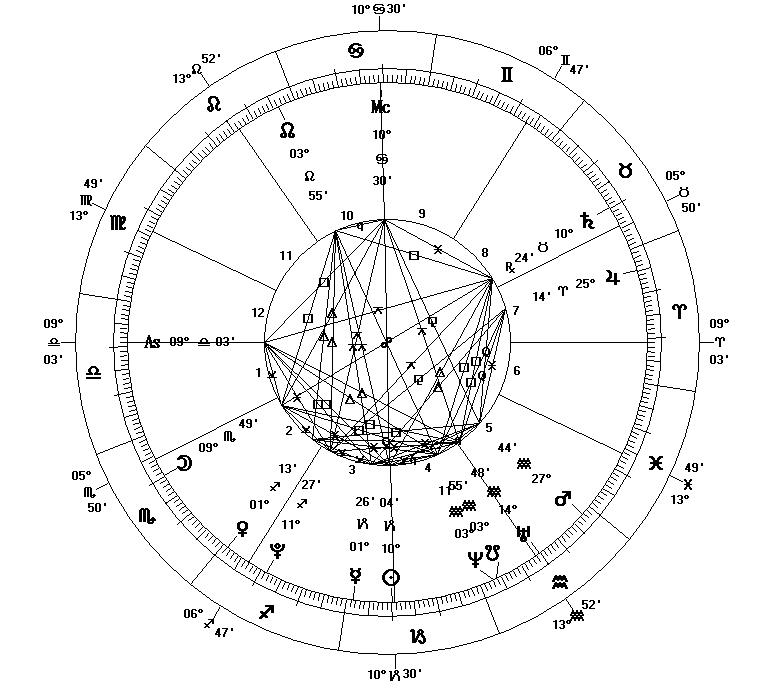
Гороскоп розрахований на 1 січня 2000 р 12:01:00 А. М. Східний стандартний час у Нью-Йорку, Нью-Йорк, США. (Довгота: 074W00'23" — Широта: 40N42'51")

Гороско́п (від дав.-гр. ὥρα, проміжок часу, період і дав.-гр. σκοπός, спостерігач) — в астрології — схематичне зображення «взаємного положення» планет в небі на цікавий для момент часу.
У старовинних джерелах гороскопом також іменувався Асцендент або знак, в якому Асцендент перебував (т. зв. висхідний знак). В Новітній час в пресі і популярній літературі гороскопом іменується не висхідний знак, а знак, у якому розташоване Сонце; також словом гороскоп іменуються астрологічні «прогнози», виконані на основі схематичного зображення, згаданого вище.
Гороско́п (грец. ὡροσκόπος, від грец. ὥρα — час, тривалість і грец. σκοπέω — спостерігаю) — таблиця для «провіщання долі» людини і майбутніх подій, яку «визначають» на основі розміщення небесних світил у момент народження людини чи на початку якої-небудь події. Одна з форм марновірства.
Латинський термін horoscopus походить від грецького ὡρόσκοπος, що означає «розглядати час, годину», від ὥρα «час, година» та σκόπος «розглядати, оглядати». Греки гороскопом називали перший дім карти, «асцендент», згодом цей термін поширився на всю карту.
У астрології гороскоп є картою або діаграмою, в якій представлені позиції Сонця, Місяця, планет, астрологічних аспектів, а також кутів на час події, такої як, наприклад, момент народження особи. Інші часто вживані назви гороскопа українською є: астрологічна карта, астрокарта, небесна мапа, натальна карта, хорарна карта, радикс або ж просто карта. Термін гороскоп походить від грецького слова із значенням «дивитися на години» (horoskopos, пл. horoskopoi, або «маркер (и) на годину.»)
Для розрахунку та складання гороскопу потрібні вихідні дані:
- дата народження, події чи запитання
- місцевий час (година, хвилина)
- географічні координати місцевості (широта і довгота),

а також дані розташування небесних тіл у заданий момент часу.